# Chrysolina carnifex
Chrysolina carnifex är en skalbaggsart som först beskrevs av Fabricius 1792.  Chrysolina carnifex ingår i släktet Chrysolina, och familjen bladbaggar. Arten har ej påträffats i Sverige.